# České kmeny
České kmeny je označení skupin obyvatel na českém území před vznikem přemyslovského státu, které se objevují zejména v Kosmově kronice a některých dalších pramenech. Patří mezi ně např. Čechové, Lučané, Pšované, Charváti či Lemuzi. Měly se utvářet a žít v rámci slovanského osídlení Čech od 6. do 10. století, kdy měly být sjednoceny Přemyslovci v český národ.
Historickými prameny nedostatečně osvětlené dějiny předstátních Čech vedou od 19. století k různým hypotézám a vědeckým sporům o charakter těchto skupin obyvatel. Za kmeny je poprvé označil V. V. Tomek, který je považoval za větve českého národa. Tuto koncepci v zásadě převzali historici Gollovy školy a tím se rozšířila ve všeobecném povědomí. Později je V. Vaněček stále nazývá „kmeny“, přestože je již nechápal jako klasické etnické kmeny, ale především jako územní pospolitosti. V současnosti je široce přijímána teorie jediného kmene Čechů, v jehož rámci se zformovala lokální knížectví, která dala svým obyvatelům, domnělým „kmenům“, názvy. Tuto teorii obhajoval zejména Dušan Třeštík ve své práci České kmeny a podrobněji v knize Počátky Přemyslovců.

## Historie vědeckého sporu

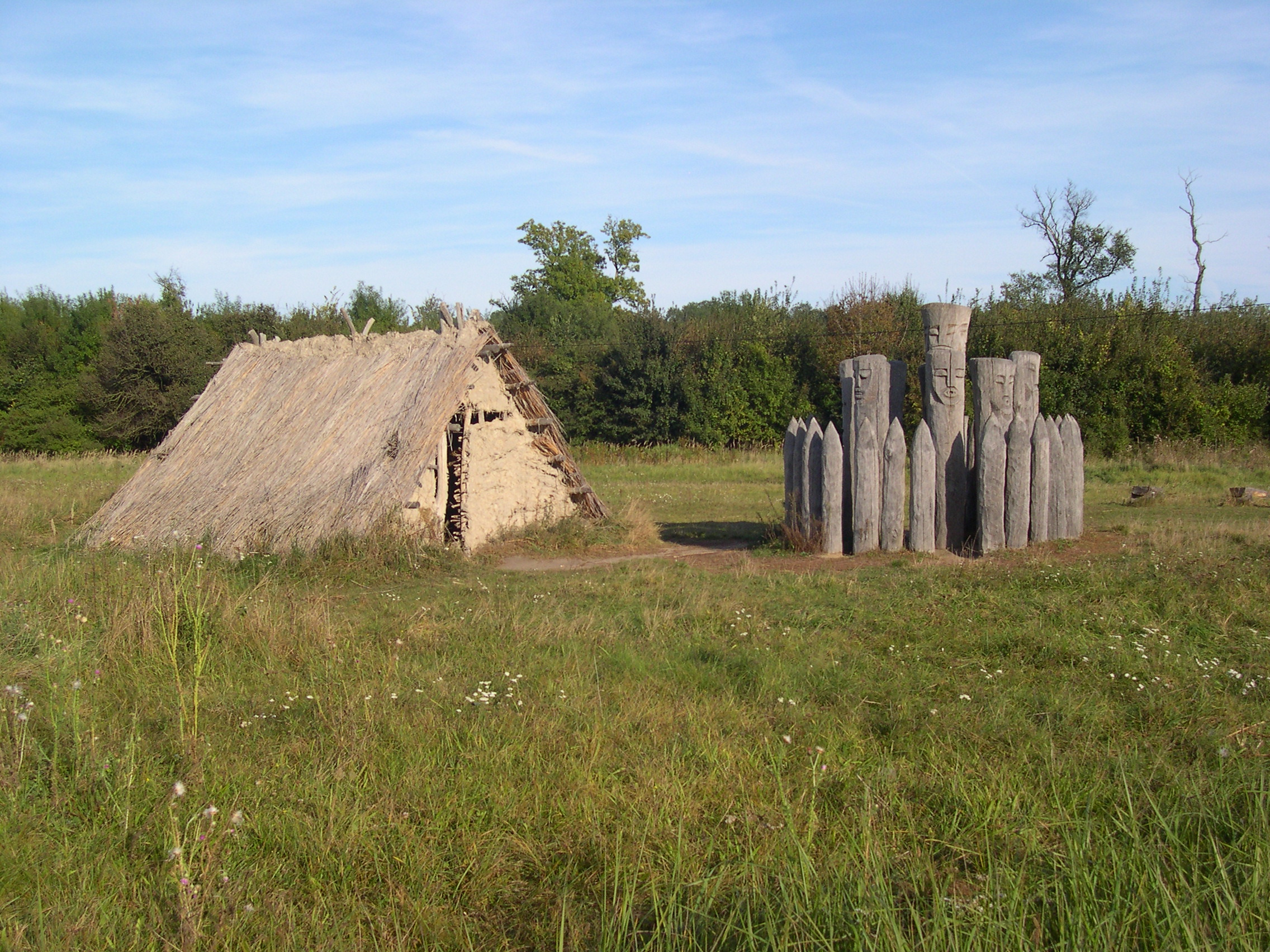
Areál muzea v přírodě na Pohansku
u Břeclavi s rekonstrukcí pohanského kultovního místa.

Spor o charakter Čech v raném středověku se dlouhou dobu vyvíjel ve stínu nacionálních sporů mezi českými a německými historiky. Čeští historikové (Fr. Palacký, V. V. Tomek) zastávali (v různých mírných obměnách) tezi, že i před nástupem Přemyslovců k moci byla česká kotlina sjednocena pod centrální vládou, v regionech pak byla u moci lokální knížata (resp. náčelníci). V. V. Tomek pak do celého diskurzu zavedl i pojem kmen, kdy podle něj byli tito náčelníci v čele jednotlivých kmenů, ze kterých se skládal český národ. Naopak němečtí historici (např. Ernst Ludwig Dümmler, Julius Lippert) popírali existenci jednotného slovanského etnika, zdůrazňovali existenci vícero na sobě nezávisle jednajících knížat. Julius Lippert pak tuto teorii rozvedl ve smyslu, že na české území měly přijít na sobě nezávislé kmeny, které byly v 10. století stmeleny pod vládou Přemyslovců.
O kus dál posunul teorii po roce 1945 historik Václav Vaněček, který předpokládal, že na území Čech přišly jednotlivé rody, které se rozpadly a znovu začaly identifikovat teď již na územním principu. Zpočátku, v průběhu 7. – 8. století, se obce proměnily v kmeny, které ovšem dohromady měly stejný jazyk, kulturu, etnicitu i jméno a tradici. Jednalo se tedy (oproti tradiční definici kmene) o rozdílné politické jednotky jednoho etnika.
V druhé polovině 20. století se do sporu zapojila také archeologie, která se snažila prokázat existenci lokálních rozdílů a tím přiřadit jména etnik (mylně převzatých z pozdějších pramenů, jako např. zakládací listiny pražského biskupství) podle rozdílů v nálezech mezi jednotlivými regiony. Základní prací, která se pokusila teoreticky zhodnotit tyto nálezy, je kniha Rudolfa Turka.

## Teorie Dušana Třeštíka
Naposledy výrazně do vývoje kmenové teorie zasáhl historik Dušan Třeštík, který na základě srovnání s etnogenezí ostatních slovanských etnik argumentoval, že představa malých kmenů rozmístěných po regionech je – na základě znalostí toho, jak probíhal vznik a vývoj kmenů v raném středověku jinde – nemožná. Pro dobu stěhování národů není prokázána existence samostatných malých (slovanských nebo germánských) kmenů, ta je doložena naposledy někdy v 1. nebo 2. století n. l. Během pohybů v dalších stoletích se vlivem politických a vojenských tlaků formovaly velké kmeny (resp. kmenové svazy), které na cestě za novým územím na sebe nabalovaly další menší etnické jednotky. Třeštík předpokládá, že takový velký kmen přišel v 6. století i do České kotliny. Jak uvádí D. Třeštík „Jméno Čechů se objevuje poprvé v I. staroslověnské legendě, tedy v 10. století“. Do té doby bylo obyvatelstvo české kotliny známo pouze pod názvy Bohmemani či Beuwinitha – tedy Winidové (Slované) usídlení na území, které dříve obýval keltský kmen Bójů. Na konci 8. století došlo k dosud blíže nepoznaným společenským změnám (v archeologických nálezech se projevují stavbou prvních hradišť, přechodem od žárového ke kostrovému ritu nebo šperky blatnicko-mikulčického horizontu). Pod vlivem těchto změn mělo dojít k vytvoření vrstvy drobných knížat (Dušan Třeštík zde užívá komparace s ostatními slovanskými územími, historicky doložen např. Pribina v Nitře). V Čechách existenci této elity potvrzuje přítomnost 14 knížat s žádostí o křest v roce 845 v Řezně. Na přelomu 8. a 9. století také asi zanikla instituce kmenového knížete, přesto ale nezanikl český kmen: tato malá knížata vystupovala v zahraniční politice zpravidla (ne však vždy) jako reprezentanti jednoho celku (cizí prameny té doby vždy hovoří pouze o jednom kmenu – Bohmemani či Beuwinitha v Čechách). Rozhodovací moc centrálního knížete na sebe pravděpodobně převzal kmenový sněm. Je ovšem pravděpodobné, že k určitému uvolnění vazeb došlo (např. v severozápadních Čechách, kde Jiří Sláma prokázal existenci podobné organizace hradišť, jaká později vznikla ve středních Čechách; viz knížecí rodové patrimonium). Další archeologové a historici obdobnou organizaci hradišť identifikovali na Kouřimsku a jinde. K určité (avšak pouze předpokládané) centralizaci politické moci došlo znovu až pod Přemyslovcem Bořivojem za výrazné podpory velkomoravského Svatopluka.

## Seznam kmenů
Seznam „kmenů“, které Kosmas jmenuje v 37. kapitole 2. knihy České kroniky, kde cituje privilegium pražského biskupa Gebharta obnovené císařem Jindřichem III.
Mapa ovšem mylně navozuje dojem, že bylo celé území současné České republiky obydleno. Středověké osídlení zahrnovalo pouze nížinné oblasti, výhodné pro získávání obživy. Až kolem roku 1200 dosáhlo osídlení vyšších poloh 500–600 m n. m.. Také zahrnutí "kmene" Moravanů do českých kmenů je zavádějící.
| Pořadí podle popisu (severní) hranice biskupství: - Čechové - Sedličané - Lučané - Děčané - Lutoměřici (Litoměřici) - Lemuzi - Pšované - Charváti - Charvátci - Třebované - Bobřané - Dědošané |  |  | - Boletici - Domažlici - Netolici - Doudlebové - Hbané - Zličané Ostatní: - Moravané - slezské kmeny (zejména Holasici, Opolané) Území: - Tuhošť - Záhvozd (Milčané) |